# Göran Hagberg
Göran Hagberg (8. listopadu 1947, Bjuv - 2. dubna 2024, Alvesta municipality) byl švédský fotbalový brankář.

## Fotbalová kariéra
Začínal ve Švédsku v týmech Bjuvs IF a Landskrona BoIS. Ve švédské lize hrál za Östers IF, se kterým získal v roce 1978 mistrovský titul a v roce 1977 vyhrál švédský fotbalový pohár. Po dvou sezónách v nižších soutěžích v týmu Alvesta GIF odchytal ve švédské lize 10 utkání za AIK Stockholm. Celkem nastoupil v 285 ligových utkáních. Kariéru zakončil v nižších soutěžích v týmech Ljungby IF a Karlskrona AIF. V Poháru mistrů evropských zemí nastoupil ve 4 utkáních, v Poháru vítězů pohárů nastoupil ve 2 utkáních a v Poháru UEFA nastoupil v 11 utkáních. Za švédskou fotbalovou reprezentaci nastoupil v letech 1973–1979 v 15 utkáních. Byl členem švédské fotbalové reprezentace na Mistrovství světa ve fotbale 1974 a Mistrovství světa ve fotbale 1978, ale v utkání nenastoupil.

## Ligová bilance
| Ročník                 | Zápasy | Góly | Klub            |
| ---------------------- | ------ | ---- | --------------- |
| 2. švédská liga 1966   | -      | -    | Landskrona BoIS |
| 2. švédská liga 1967   | -      | -    | Landskrona BoIS |
| 2. švédská liga 1968   | -      | -    | Landskrona BoIS |
| 1. švédská liga 1969   | 21     | 0    | Östers IF       |
| 1. švédská liga 1970   | 22     | 0    | Östers IF       |
| 1. švédská liga 1971   | 22     | 0    | Östers IF       |
| 1. švédská liga 1972   | 22     | 0    | Östers IF       |
| 1. švédská liga 1973   | 26     | 0    | Östers IF       |
| 1. švédská liga 1974   | 14     | 0    | Östers IF       |
| 1. švédská liga 1975   | 25     | 0    | Östers IF       |
| 1. švédská liga 1976   | 25     | 0    | Östers IF       |
| 1. švédská liga 1977   | 29     | 0    | Östers IF       |
| 1. švédská liga 1978   | 26     | 0    | Östers IF       |
| 1. švédská liga 1979   | 13     | 0    | Östers IF       |
| 1. švédská liga 1982   | 10     | 0    | AIK Stockholm   |
| CELKEM 1. švédská liga | 285    | 0    |                 |